# Bellvei
Bellvei település Spanyolországban, Tarragona tartományban. Bellvei El Vendrell, Calafell, Banyeres del Penedès, Castellet i la Gornal és Santa Oliva községekkel határos. Lakosainak száma 2417 fő (2024).

## Népesség
A település népessége az elmúlt években az alábbi módon változott:
| Lakosok száma | 100  | 812  | 727  | 634  | 877  | 1541 | 2005 | 2129 | 2203 | 2417 |
|               | 1717 | 1887 | 1936 | 1955 | 1981 | 2004 | 2009 | 2013 | 2019 | 2024 |